# Hemixos
Hemixos là một chi chim trong họ Pycnonotidae.